# Triángulo de Fuerza
Triángulo de fuerza es un álbum de estudio de Attaque 77 que fue publicado en 2019. El disco contiene 12 temas, y fue producido por Mariano Martínez. El álbum fue grabado, mezclado y masterizado en estudios "Del Abasto Mansión Monsterland" por Álvaro Villagra y por Mariano Martínez en los estudios "Tierra de Nadie", Córdoba.

## Canciones
1. Como Salvajes
2. Sin tierra
3. Canto eterno (con Vitillo Ábalos & Peteco Carabajal)
4. Huérfanos
5. Por una vez
6. María
7. Lobotomizado (con Campino)
8. Una canción
9. A cielo abierto
10. Babel
11. Última generación
12. Soldaditos